# Megalancosaurus
Megalancosaurus (gr. "lagarto de gran antebrazo") es un género representado por una única especie de avicéfalo drepanosáurido que vivió en el Triásico Superior, en lo que hoy es el norte de Italia. La especie tipo es M. preonensis, cuyo nombre hace referencia a su hallazgo en el valle de Preone."

## Anatomía

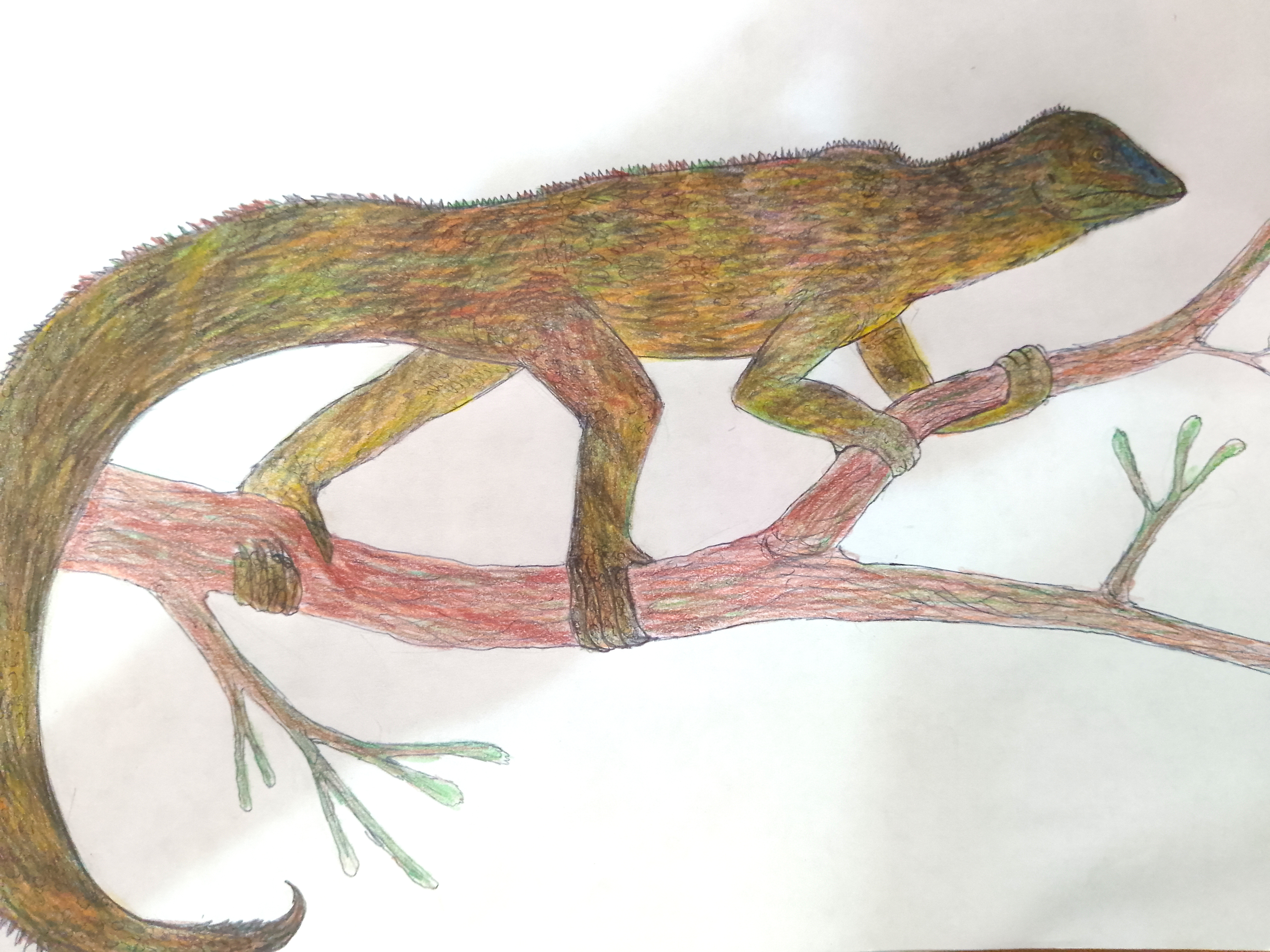
Ilustración de un M. preonensis.

Megalancosaurus era bastante pequeño, con una longitud en su adultez de apenas 25 centímetros. Tenía una constitución parecida a la de un camaleón y probablemente desarrolló un estilo de vida arborícola, alimentándose de insectos y otros animales pequeños. Incluso sus manos eran como las de los camaleones, con dos dedos opuestos a los otros tres. La cola es larga, prensil y poseía una extraña estructura en forma de garra en su extremo, compuesta por vértebras fusionadas. Sus hombros formaban una cruz que pudo haber servido como un punto de sujeción para músculos especialmente desarrollados.
Algunos especímenes tienen un dígito oponible en el pie. Dado que no todos los miembros de esta especie parecen tener este dígito, se ha especulado que podría ser un caso de dimorfismo sexual, siendo un rasgo propio de alguno de los dos sexos que necesitara asirse con mayor fuerza en las ramas durante la copulación.
La cabeza de Megalancosaurus recuerda superficialmente a la de las aves. El cráneo medía aproximadamente 30 milímetros de largo y 12 de alto. Los ojos eran grandes y el hocico era estrecho. Hacia la punta del hocico había dos pequeños dientes premaxilares, los cuales estaban separados por un diastema de al menos 22 pequeños dientes maxilares. Las órbitas oculares se dirigían anteriormente, lo que sugiere que Megalancosaurus tenía una buena visión binocular.

## Historia
Megalancosaurus preonensis fue descrito inicialmente en 1980. Sus descriptores lo interpretaron en principio como un arcosaurio, basándose en parte en la creencia de que tenía una fenestra anteorbital. En 1994, dos especímenes que originalmente se consideraron como juveniles de Drepanosaurus fueron asignados a este género. Este descubrimiento llevó a caer en cuenta de que era un drepanosáurido. Desde entonces, se ha considerado como uno de los miembros más derivados de este grupo.